# Entada

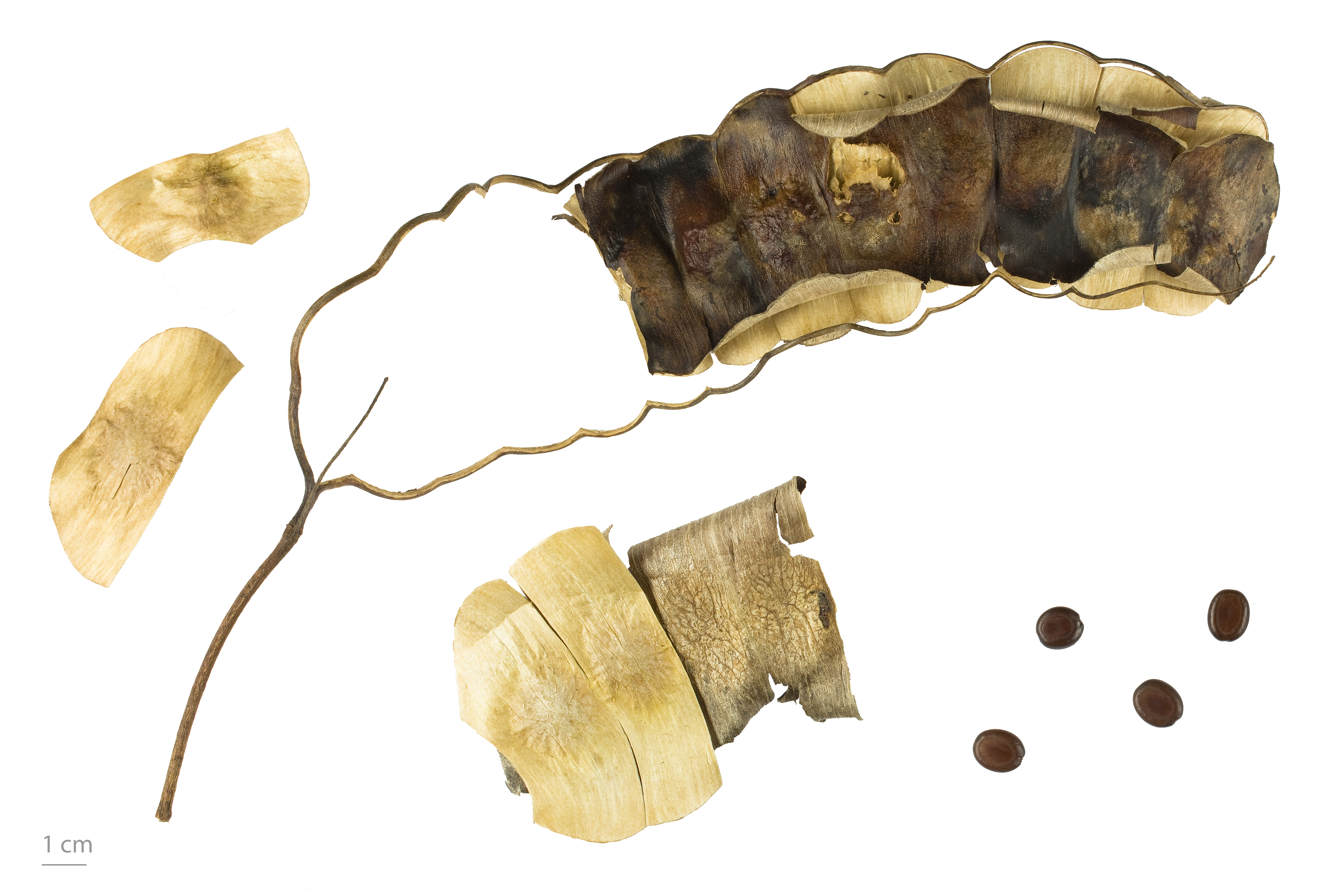
Entada abyssinica - MHNT

Entada es un género de plantas con flores perteneciente a la familia Fabaceae, subfamilia Mimosoideae.  Consiste en unas 30 especies de árboles, arbustos y lianas.  Con unas 21 especies conocidas en África, seis de Asia, dos del Neotrópico y una con distribución pantropical.

## Especies seleccionadas
- Entada abyssinica Steud. ex A.Rich.
- Entada africana Guill. & Perr.
- Entada chrysostachys (Benth.) Drake
- Entada gigas (L.) Fawc. & Rendle (Pantropical) - castaña de mar, boja de Cuba[2]
- Entada phaseoloides (L.) Merr. - St. Thomas Bean (Oceanía, Asia)
- Entada polystachya (L.) DC.
- Entada rheedii Spreng.  (África, Asia, Australia) - bayogo de Filipinas, gogo de Filipinas[2]

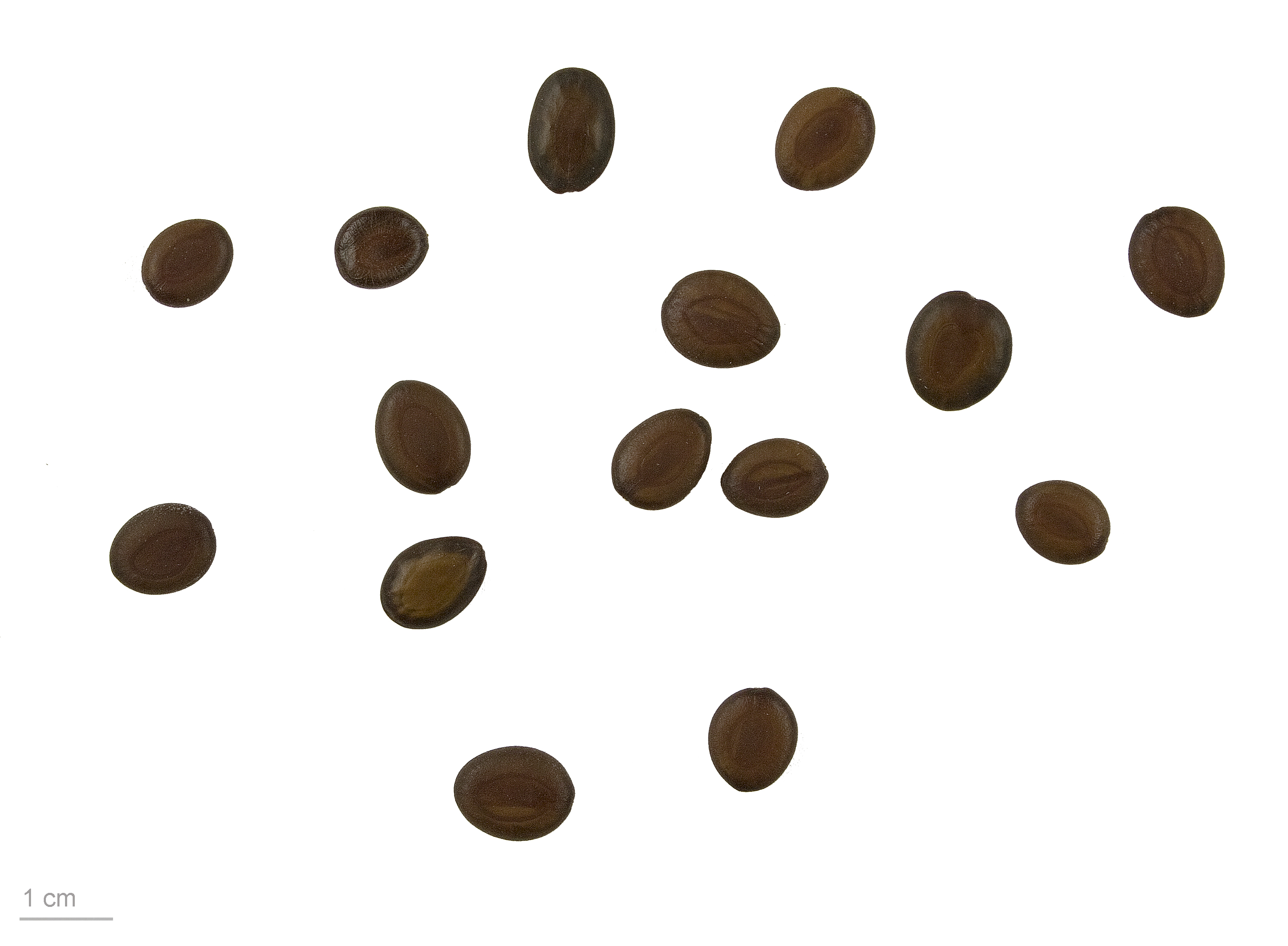
Entada africana - MHNT

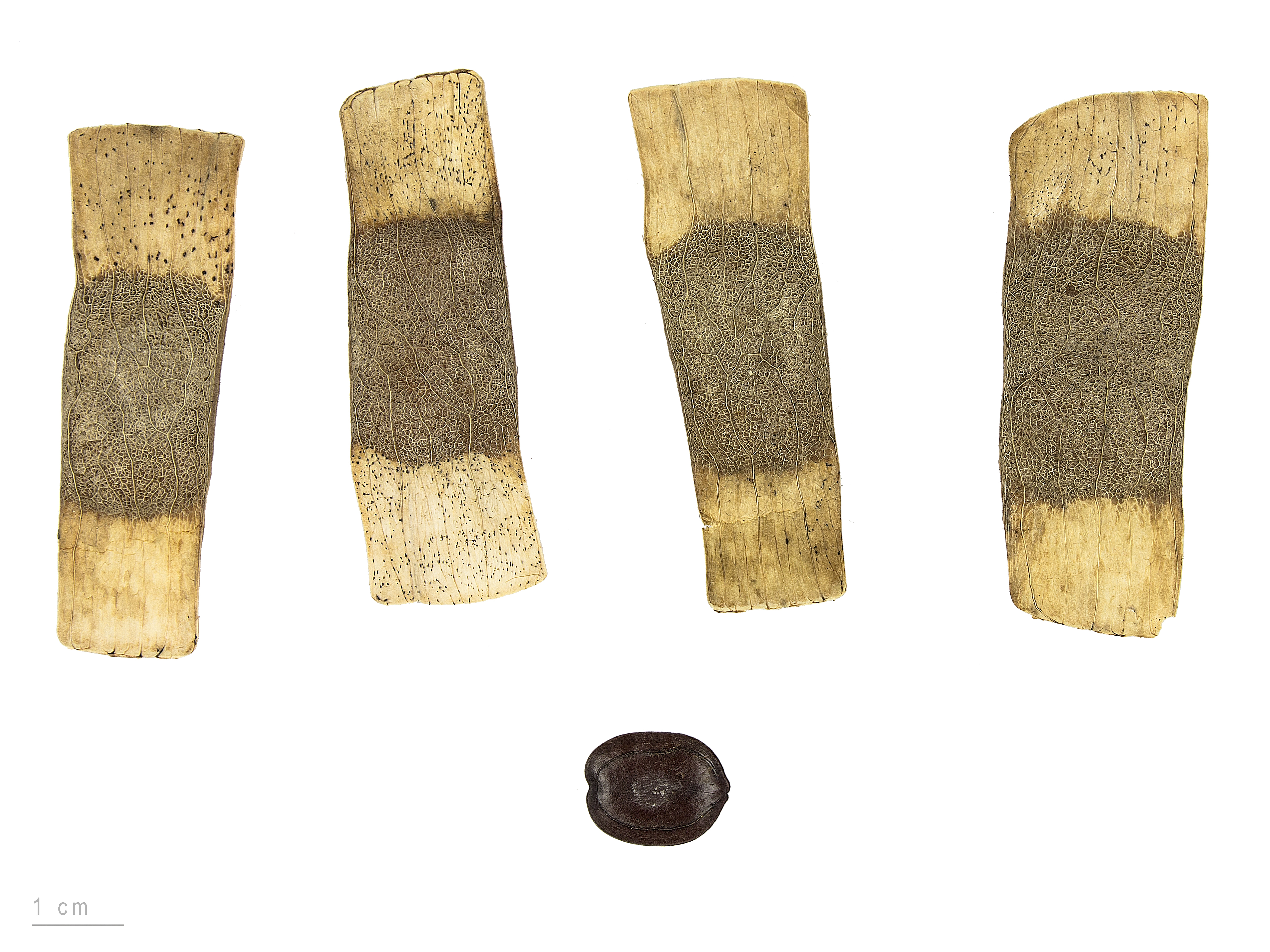
Entada polyphylla - MHNT